# Miles Gutierrez-Riley
Miles Gutierrez-Riley (nacido el 17 de septiembre de 1998) es un actor estadounidense mejor conocido por sus papeles como Ivan Taylor en la serie de Amazon Prime The Wilds, así como Joshua en la película Smile 2 (2024), y Eddie en la serie de Disney+ Agatha All Along (2024).

## Primeros años y educación
Gutierrez-Riley nació el 17 de septiembre de 1998 en Long Beach, California. Gutiérrez-Riley se graduó de la Universidad de Fordham con una licenciatura en Actuación Teatral, donde recibió la Beca Denzel Washington.

## Carrera
Gutiérrez-Riley hizo su debut en la pantalla en el elenco principal de la segunda temporada de la serie de Amazon Prime The Wilds. Su actuación recibió excelentes críticas, y RogerEbert.com calificó a Gutiérrez-Riley como un "destacado" y "futura estrella" entre el gran elenco. TV Guide elogió su actuación como "tremenda".
Su debut cinematográfico se produjo en septiembre de 2022, con un papel secundario en la adaptación cinematográfica de Paramount de On the Come Up , basada en la novela homónima de Angie Thomas.
En 2024, Gutierrez-Riley interpretó a Nathan en I Wish You All the Best, de su compañera exalumna de Fordham, Tommy Dorfman, junto a Corey Fogelmanis. La película se estrenó en SXSW. Luego apareció en Smile 2, dirigida por Parker Finn, que tuvo un debut en taquilla en el número 1, y la comedia romántica de Max Sweethearts. Gutierrez-Riley también apareció como Eddie en la serie de Disney+ Agatha All Along, interpretando a uno de los primeros personajes LGBTQ+ en el Universo Cinematográfico de Marvel (MCU), junto a Joe Locke.
Gutiérrez-Riley fue nombrado una de las 20 jóvenes estrellas negras de Hollywood a seguir en 2022 por Essence.

## Vida personal
Gutiérrez-Riley es abiertamente gay.

## Filmografía

### Cine
| Año  | Título                  | Papel  | Notas |
| ---- | ----------------------- | ------ | ----- |
| 2022 | On The Come Up          | Sonny  |       |
| 2022 | The Moon and Back       | Simon  |       |
| 2024 | I Wish You All the Best | Nathan |       |
| 2024 | Smile 2                 | Joshua |       |
| 2024 | Sweethearts             | Lukas  |       |

### Televisión
| Año  | Título           | Papel       | Notas                            |
| ---- | ---------------- | ----------- | -------------------------------- |
| 2022 | Salvajes         | Ivan Taylor | Reparto principal                |
| 2024 | Agatha All Along | Eddie       | Episodio: "Familiar By Thy Side" |